# Francesc Pujol i Pons

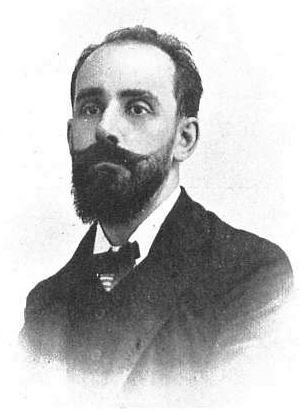
Francesc Pujol i Pons um 1905

Francesc Pujol i Pons (spanisch auch Francisco Pujol y Pons, * 15. Mai 1878 in Barcelona; † 24. Dezember 1945 ebenda) war ein katalanischer Komponist, Dirigent und Musikwissenschaftler.

## Leben und Werk
Er studierte am Conservatori del Liceu bei Luís Millet (Harmonielehre und Komposition) und J. Font i Buyé.
1897 trat er dem Orfeó Català als Sänger bei. 1900 wurde er zum Assistenzprofessor und kurz darauf zum stellvertretenden Direktor des Chores ernannt. Nach dem Tod von Luís Millet 1941 folgte er diesem als Direktor des Chores und hatte diese Stellung bis zu seinem Tode inne. Er leitete zahlreiche Erstaufführungen mit dem Chor unter anderem mit Werken von Richard Strauss, Béla Bartók und Gustav Mahler.
Daneben wirkte er als stellvertretender Kapellmeister der Kirchen La Mercè und Sant Felip Neri in Barcelona und leitete die Sektion der Societat Internacional de Música Contemporània („Internationale Gesellschaft für zeitgenössische Musik“) in Barcelona. Er war Vizepräsident der Germanor d’Orfeons de Catalunya („Bruderschaft der Chöre Kataloniens“).
Er komponierte ein Rondo für Klavier; eine Sonate in E-Dur, ein Altes Madrigal und eine wunderbare Rondalla (kurzes musikalisches Stück für Kinder) für Violine und Klavier und die Tanzstücke zu folkloristischen Themen für Cobla Els Fadrins de Sant Boi, Els estudiants de Tolosa, El Maridet sowie zahlreiche Ballette für Cobla. Er schuf ungefähr vierzig Sardanas (beispielsweise Florida und Cants de Mallorca). Er ist Autor zahlreicher Lieder für Gesang und Klavier sowie der zwölf katalanischen Lieder. Von seinen profanen Chorwerken müssen der Cant de maig, Cant d'alegria, Cantada de cap d'any, für gemischten Chor und Cobla, Sant Jordi triomfant, ebenfalls für gemischten Chor und Cobla, Cantada de Nadal für Chor, Orgel und Klavier, Himne dels nois für Chor, Oboe, Englischhorn und Harfe sowie La gata i el belitre für vier Singstimmen genannt werden. Von seinen religiösen Chorwerken seien die Messe Fiat cor meum immaculatum für drei Singstimmen und Orgel und das Salve Regina für zwei Stimmen und Orgel erwähnt. Er schrieb einige Lob- und Preislieder auf die Muttergottes von Montserrat und El cant de la Sibil·la (1918). Er hatte zahlreiche Werke neu instrumentiert bzw. harmonisiert. Hier sind insbesondere seine Harmonisierungen katalanischer Volkslieder (La gata i el belitre, Els fadrins de Sant Boi, La filadora) für Chor hervorzuheben.
Er verfasste die musikwissenschaftlichen Werke Cançoner Popular de Catalunya („Populäres Liederbuch Kataloniens“) und Cromatisme, modalitat i tonalitat en les cançons populars catalanes („Chromatik, Modalität und Tonalität in den katalanischen Volksliedern“). In Zusammenarbeit mit Joan Amades verfasste er das Diccionari de la dansa, dels entremesos i dels instrumentos de música i sonadors (1936, „Wörterbuch des Tanzes“). Als Mitarbeiter der Revista Musical Catalana und von La Veu de Catalunya war Pujol einer der kreativen Schöpfer des katalanischen Chorrepertoires.